# Villanueva de Córdoba
Pour les articles homonymes, voir Villanueva.
Villanueva de Córdoba est une ville d’Espagne, dans la province de Cordoue, communauté autonome d’Andalousie.

## Personnalités liées
- María Nieves Sánchez Fernández (1900-1978), née à Villanueva de Córdoba, religieuse espagnole, vénérable.